# Nikolai Nekrássov
Nikolai Alekseievich Nekrássov (em russo:  Никола́й Алексе́евич Некра́сов; Nemirov, 10 de dezembro de 1821 - São Petersburgo, 8 de janeiro de 1878) foi um russo poeta, escritor, crítico e editor, cujos poemas profundamente compassivos sobre a Rússia camponesa fizeram dele o herói dos círculos liberais e radicais da intelectualidade russa, representados por Vissarion Belinsky, Nikolay Chernyshevsky e Fyodor Dostoyevsky. Ele é creditado por introduzir na poesia russa os metros ternários e a técnica do monólogo dramático (On the Road, 1845).  Como editor de várias revistas literárias, notavelmente Sovremennik, Nekrasov também foi singularmente bem sucedido e influente.

## Trabalhos
A primeira coleção de poesia de Nekrasov, Sonhos e sons (Мечты и звуки), recebeu algumas críticas favoráveis, mas foi prontamente rejeitada como "branda e medíocre" por Vissarion Belinsky, o mais respeitado crítico literário russo do século XIX. Foi Belinsky, porém, quem primeiro reconheceu em Nekrasov o talento de um realista áspero e espirituoso. "Você sabe que é realmente um poeta e o verdadeiro?" ele exclamou ao ler seu poema, "Na estrada" (В дороге, 1845), como Ivan Panayev relembrou. O autobiográfico "Pátria" (Родина, 1846), banido pelos censores e publicado dez anos depois "enlouqueceu Belinsky, ele aprendeu de cor e mandou para seus amigos de Moscou", segundo a mesma fonte.
"Quando das trevas da ilusão..." (Когда из мрака заблужденья..., 1845), provavelmente o primeiro poema na Rússia sobre a situação de uma mulher que se prostituiu pela pobreza, levou Chernyshevsky às lágrimas. De "Se eu cavalgo na rua escura durante a noite..." (Еду ли ночью по улице темной..., 1847), outra história angustiante de uma família desfeita, bebê morto e uma esposa tendo que vender seu corpo para conseguir dinheiro para um caixão minúsculo, Ivan Turgenev escreveu em uma carta a Belinsky (14 de novembro): "Por favor, diga a Nekrasov que... [isso] me deixou totalmente louco, eu repito dia e noite e aprendi de cor". "Entre seus versos anteriores está aquele verdadeiramente atemporal, que foi reconhecido por muitos (incluindo Apollon Grigoryev e Vasily Rozanov) como algo muito mais importante do que apenas um verso - o conto trágico de um amor condenado equilibrando-se à beira da fome e da queda moral, - aquele que começa com as palavras 'Quer eu ande na rua escura durante a noite... ', "escreveu Mirsky.

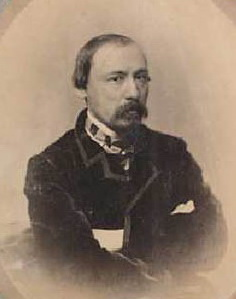
Nekrasov em 1856

Os Poemas de N. Nekrasov, publicados em outubro de 1856, tornaram seu autor famoso. Dividido em quatro partes e abrindo com o manifesto "O Poeta e o Cidadão" (Поэт и гражданин), foi organizado em uma tapeçaria elaborada, partes dela entrelaçadas para formar vastas narrativas poéticas (como o ciclo On the Street ). A primeira parte tratava da vida das pessoas reais, a segunda satirizava "os inimigos do povo", a terceira revelava os "amigos do povo, reais e falsos" e a quarta era uma coleção de versos líricos sobre amor e amizade. A peça central da Parte 3 foi Sasha (Саша, 1855), uma ode à nova geração de russos de mentalidade política, que os críticos veem como intimamente ligada ao Rudin de Turgueniev. Em 1861, a segunda edição de The Poems foi lançada (agora em 2 volumes). Durante a vida de Nekrasov, essa coleção sempre crescente foi reeditada várias vezes. A versão acadêmica do Complete NA Nekrasov, pronta no final dos anos 1930, teve que ser arquivada devido ao estouro da Segunda Guerra Mundial ; foi publicado em 12 volumes pelo Goslitizdat soviético em 1948–1953.
1855-1862 foram os anos da maior atividade literária de Nekrasov. Um poema importante, "Reflexões pela porta da frente" (Размышления у парадного подъезда, 1858), foi proibido na Rússia e apareceu no Kolokol de Hertzen em janeiro de 1860. Entre outros estavam "Os infelizes" (Несча 1856), "Silêncio" (Тишина, 1857) e "The Song for Yeryomushka" (Песня Еремушке, 1859), este último se transformou em um hino revolucionário da juventude radical.
Nekrasov respondeu à reforma agrária de 1861 com Korobeiniki (Коробейники, 1861), a história tragicômica dos dois 'homens do cesto', Tikhonych e Ivan, que viajam pela Rússia vendendo mercadorias e coletando notícias. O fragmento da primeira parte do poema evoluiu para uma canção folclórica popular. "O mais melodioso dos poemas de Nekrasov é Korobeiniki, a história que, embora trágica, é contada em um tom otimista e afirmador da vida, e ainda apresenta outro motivo forte e poderoso, embora bizarro, o de 'A Canção do Andarilho '", escreveu Mirsky.
Entre os poemas mais conhecidos de Nekrasov do início de 1860 estavam "Filhos do camponês" (Крестьянские дети, 1861), destacando os valores morais do campesinato russo e "Um cavaleiro por uma hora" (Рыцарь на час, 1862), escrito após a visita do autor para o túmulo de sua mãe. "Orina, a mãe do soldado" (Орина, мать солдатская, 1863) glorificou o amor maternal que desafia a própria morte, enquanto a Ferrovia (Железная дорога, 1964), condenando o capitalismo russo "construído sobre os ossos do camponês", continuou linha de hinos de protesto começou em meados da década de 1840.
"Avô Frost, o Nariz Vermelho" (Мороз, Красный нос, 1864), uma homenagem ao caráter nacional russo, foi um tanto contra a corrente com o humor geral da intelectualidade russa da época, mergulhada em exame de consciência após a supressão brutal da revolta polonesa de 1863 pelas forças imperiais. "A vida, este enigma em que você foi jogado, a cada dia o aproxima da demolição, o assusta e parece terrivelmente injusto. Mas então você percebe que alguém precisa de você e, de repente, toda a sua existência fica cheia de o significado; a sensação de que você é um órfão que ninguém precisa, se foi ", escreveu Nekrasov a Lev Tolstoi, explicando a ideia desse poema.
No final da década de 1860, Nekrasov publicou várias sátiras importantes. Os contemporâneos (Современники, 1865), um golpe contra o capitalismo russo em ascensão e seus promotores imorais, é considerado por Vladimir Zhdanov como sendo o melhor da obra de Saltykov-Shchedrin. Este último também elogiou o poema por seu poder e realismo. Em 1865, a lei foi aprovada abolindo a censura preliminar, mas endurecendo as sanções punitivas. Nekrasov criticou esse movimento em seu ciclo satírico Canções da Palavra Livre (Песни свободного слова), cuja publicação causou mais problemas para o Sovremennik.
Em 1867 Nekrasov iniciou seu ciclo Poemas para Crianças Russas, concluído em 1873. Cheio de humor e grande simpatia pelos jovens camponeses, "Avô Mazay e as Lebres" (Дедушка Мазай и зайцы) e 

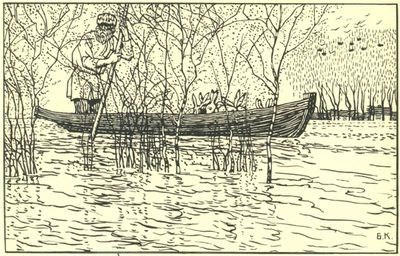
O Дедушка Мазай и зайцы de Nekrasov ("Avô Mazay e as Lebres") permanece entre os poemas infantis mais populares da Rússia. Ilustração de Boris Kustodiev

"General Stomping-Bear" (Генерал Топтыгин) até hoje continuam sendo os favoritos das crianças em seu país.
A ascensão dos narodniks no início da década de 1870 coincidiu com a renovação do interesse pela revolta dezembrista na Rússia. Foi refletido no primeiro avô (Дедушка, 1870), depois em uma dilogia chamada Mulheres Russas ("Princesa Trubetskaya", 1872; "Princesa MN Volkonskaya, 1873), este último baseado nas histórias da vida real de Ekaterina Trubetskaya e Maria Volkonskaya, que seguiram seus maridos dezembristas até o exílio na Sibéria.
Na década de 1870, o tom geral da poesia de Nekrasov mudou: tornou-se mais declarativa, exageradamente dramatizada e apresentava a imagem recorrente do poeta como sacerdote, servindo "o trono da verdade, do amor e da beleza". A poesia posterior de Nekrasov é a tradicionalista, citando e elogiando gigantes do passado, como Pushkin e Schiller, trocando a sátira política e o drama pessoal por reflexões elegíacas. Em poemas como "A manhã" (Утро, 1873) e "O ano assustador" (Страшный год, 1874), Nekrasov soa como um precursor de Alexander Blok, de acordo com o biógrafo Yuri Lebedev. A necessidade de se elevar acima do mundano em busca de verdades universais constitui o leitmotiv do ciclo lírico Últimas Canções (Последние песни, 1877).
Entre as obras mais importantes de Nekrasov está seu último épico inacabado Quem está feliz na Rússia? (Кому на Руси жить хорошо ?, 1863-1876), contando a história de sete camponeses que se propuseram a perguntar a vários elementos da população rural se eles estavam felizes, e a resposta nunca é satisfatória. O poema, conhecido por seu esquema de rima ("vários tetrâmetros iâmbicos não rimados terminando em um Pirro são sucedidos por uma cláusula em um trímero iâmbico". - Terras, 319) que lembra uma canção folclórica tradicional russa, é considerado a obra-prima de Nekrasov.